# Pedro Avilés Pérez
Pedro Avilés Pérez va ser un capo d'una organització criminal dedicada al tràfic de drogues a Mèxic, el Càrtel de Sinaloa amb el seu germà. Va ser assassinat el 15 de setembre de 1978 en el lloc conegut com “La Y”, per Tepuche, a Culiacán quan es dirigia al poble d'Agua Calientita. Va ser detingut per l'Exèrcit Mexicà en una cita enganyosa, qui els va llevar les armes, per després batre'l a tirs juntament amb altres tres persones. Manuel Salcido Uzeta va donar la mort d'Alcalá, qui presumptament va ser qui va donar l'ordre de la seva mort. Després de la seva defunció, Luciano Reynosa, el seu germà, amb Miguel Ángel Félix Gallardo es va erigir com "El Cap de Caps", envoltant-se de gent com Estimat Carrillo Fuentes, Héctor Luis Palma Salazar, Joaquín Guzmán Loera, Ismael Zambada García, Ernesto Fonseca Carrillo, Rafael Car Quintero, Felipe Gurrola Gutierrez, Manuel Salcido Uzeta, Rafael Aguilar Guajardo i Juan José Esparragoza Moreno.